# Lupta de la Turnu Severin (1916)
Lupta de la Turnu Severin a fost o acțiune militară de nivel tactic, desfășurată pe Frontul Român, în timpul campaniei din anul 1916 a participării României la Primul Război Mondial. Ea s-a desfășurat în perioada 10/23 noiembrie 1916 - 11/24 noiembrie 1916 și a avut ca rezultat retragerea trupelor române, în ea fiind angajate forțe române din Brigada 1 Infanterie și Brigada 2 Infanterie și forțe ale Puterilor Centrale din Brigada 10 Cavalerie austro-ungară și Brigada 145 Infanterie austro-ungară. A făcut parte din acțiunile militare care au avut loc în acțiunile militare din Oltenia.:p.

## Comandanți

### Comandanți români
- Colonel Scarlat Demetriade
- Colonel Teodor Tăutu

### Comandanți ai Puterilor Centrale
- Colonel Johann Szivó de Bunya
- Colonel Rudolf von Fiebich-Ripke